# Ecklingerode
Ecklingerode (appelée aussi Ecklingerode im Eichsfeld) est une commune allemande située dans l'arrondissement d'Eichsfeld en Thuringe.

## Géographie

Situation de Ecklingerode dans l'arrondissement

Ecklingerode est située dans le nord de l'arrondissement, à la limite avec l'arrondissement de Göttingen en Basse-Saxe. La ville fait partie de la Communauté d'administration de Lindenberg-Eichsfeld et se trouve à 3 km au sud-est de Duderstad ainsi qu'à 18 km au nord-est de Heilbad Heiligenstadt, le chef-lieu de l'arrondissement. 

## Histoire
La première mention écrite du village de Ecklingerode date de 1221. 
Ecklingerode a  appartenu à l'Électorat de Mayence jusqu'en 1802 et à son incorporation à la province de Saxe dans le royaume de Prusse (arrondissement de Worbis). 
La commune fut incluse dans la zone d'occupation soviétique après la Seconde Guerre mondiale avant de rejoindre le district d'Erfurt en RDA jusqu'en 1990. Elle était située en bordure du Rideau de fer.

## Démographie
| 1885 | 1910 | 1933 | 1939 | 1995 | 2000 | 2004 | 2010 |
| ---- | ---- | ---- | ---- | ---- | ---- | ---- | ---- |
| 763  | 969  | 969  | 915  | 962  | 873  | 818  | 772  |